# 曷多汗
曷多汗（?—?），郁久闾氏，缊纥提的儿子，是4世纪柔然部落的首领，缊纥提的哥哥匹候跋继位，居于东边。而缊纥提统率西边。前秦苻坚灭掉代国的拓跋什翼犍之后，缊纥提投靠了刘卫辰。拓跋珪复国之后，派兵讨伐柔然，长孙嵩及长孙肥俘获缊纥提之子曷多汗、诘归之、社崘、斛律等并宗党数百人，分配到各部。缊纥提西逃，将归附刘卫辰，拓跋珪追至跋那山，缊纥提投降，拓跋珪待之如旧。394年，曷多汗与社崘率部众弃其父西逃，长孙肥率轻骑追到上郡跋那山（今乌拉山），斩杀曷多汗，尽灭其众。